# プログレス・スタジアム
プログレス・スタジアム(英: Progress Stadium、ウズベク語: Прогресс Стадион)は、ウズベキスタン・ナヴォイ州のザラフシャンにある多目的スタジアムである。

## 概要
収容人数は6,000人。主にサッカーの試合に用いられ、ウズベク・リーグに所属するキジルクム・ザラフシャンがホームスタジアムとして使用している。

## 交通アクセス
ザラフシャン空港よりタクシーで約5分。